# Хамовная слобода
Хамо́вная слобода́ — историческая местность на юго-западе Москвы, известная с 20-х гг. XVII в. как ткацкая слобода.

## История
Хамовная слобода получила своё имя из-за проживавших здесь ткачей, которые изготавливали льняное полотно, имевшее название хам. Первыми жителями слободы были мастера, переселённые из деревни Константиновка близ Твери, поэтому сначала слобода называлась Тверской Константиновской, а с XVII века — Хамовной. В 1638 году в поселении было 38 дворов, а к 1653-му их количество увеличилось до 90.
За год в слободе производилось около 230 кусков ткани. Мастера-хамовники имели некоторые привилегии: они платили невысокие налоги, могли не выполнять обязательные для всех жителей Москвы работы. За это они не могли переселяться и отдавать дочерей и сестёр замуж в другие слободы. Чтобы стать жителем Хамовной слободы, надо было подать челобитную царю и объяснить причины своего желания. Также надо было предоставить поручителей. Новые жители слободы не имели права иметь свой двор и хозяйство, они становились «бездворным».
Льняное полотно ткали вручную, оно было очень хорошего качества и разных видов: из него шили скатерти, узорчатые полотенца, также в слободе шили парусные полотна. При Петре I для нужд армии в Хамовниках был основан казённый Хамовный двор. В 1709 году именно в Хамовной слободе была открыта первая полотняная фабрика, а в 1718—1720 годах появилась одна из первых полотняных мануфактур в России — полотняная фабрика Тамеса.

## Улицы и дороги
- Большой Хамовнический переулок (улица Льва Толстого)
- Хамовническая набережная (Фрунзенская набережная)
- 1-я Хамовническая улица (1-я Фрунзенская улица)
- 2-я Хамовническая улица (2-я Фрунзенская улица)
- 3-я Хамовническая улица (3-я Фрунзенская улица)
- Хамовнический Камер-Коллежский Вал (улица Хамовнический вал)

## Достопримечательные объекты

### Храм Святого Николая в Хамовниках

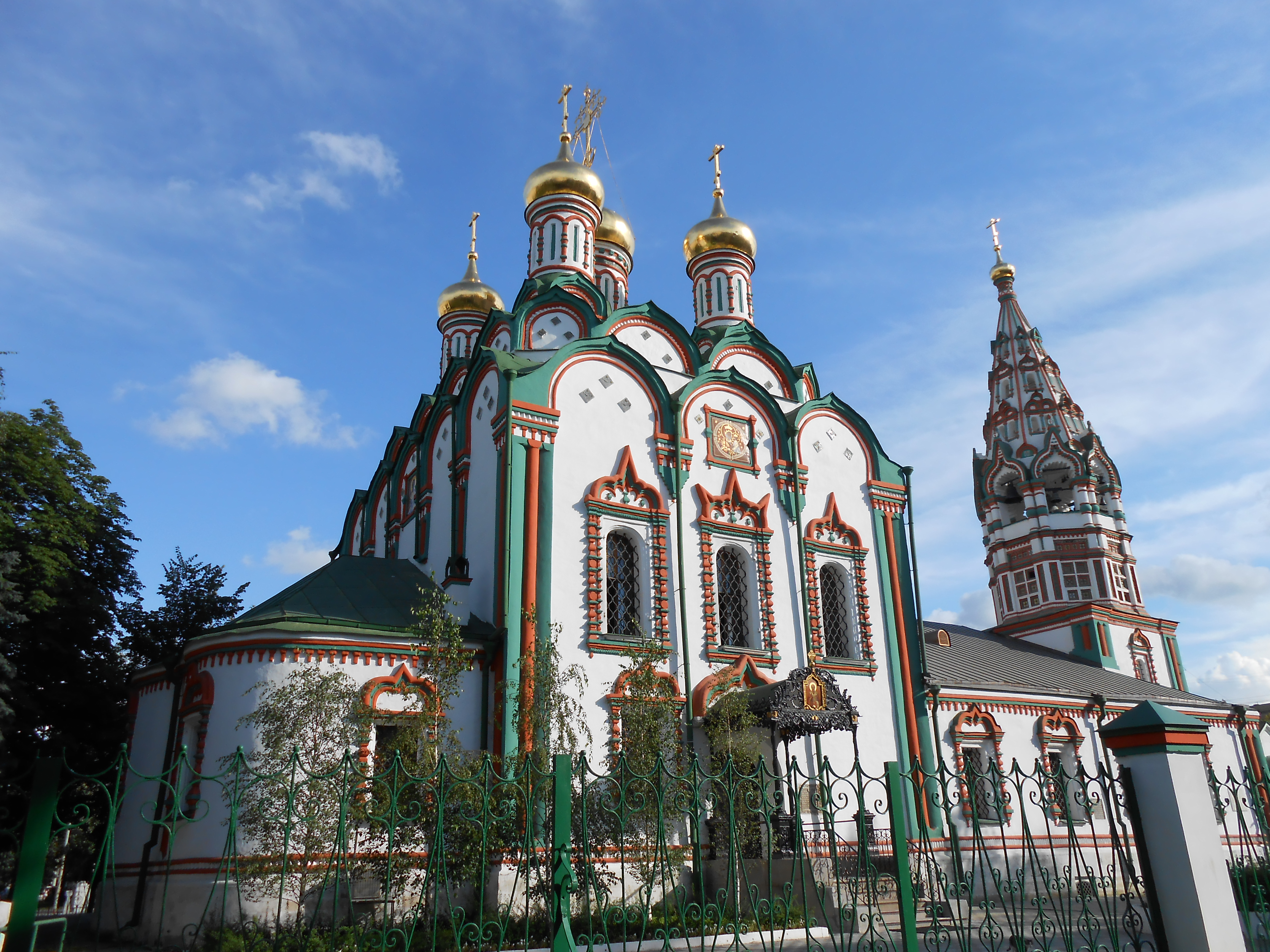
Храм Святого Николая в Хамовниках.

Центром Хамовной слободы была церковь Николы, что в Хамовниках. Она была выстроена из дерева в 1625 г. в честь небесного покровителя всех ремесленников — Николая Чудотворца. В 1657 г. она была перестроена в камне. Здание храма, которое сохранилось до наших дней, было построено после 1679 г., его освятили летом 1682 г.

### Палаты Хамовного двора

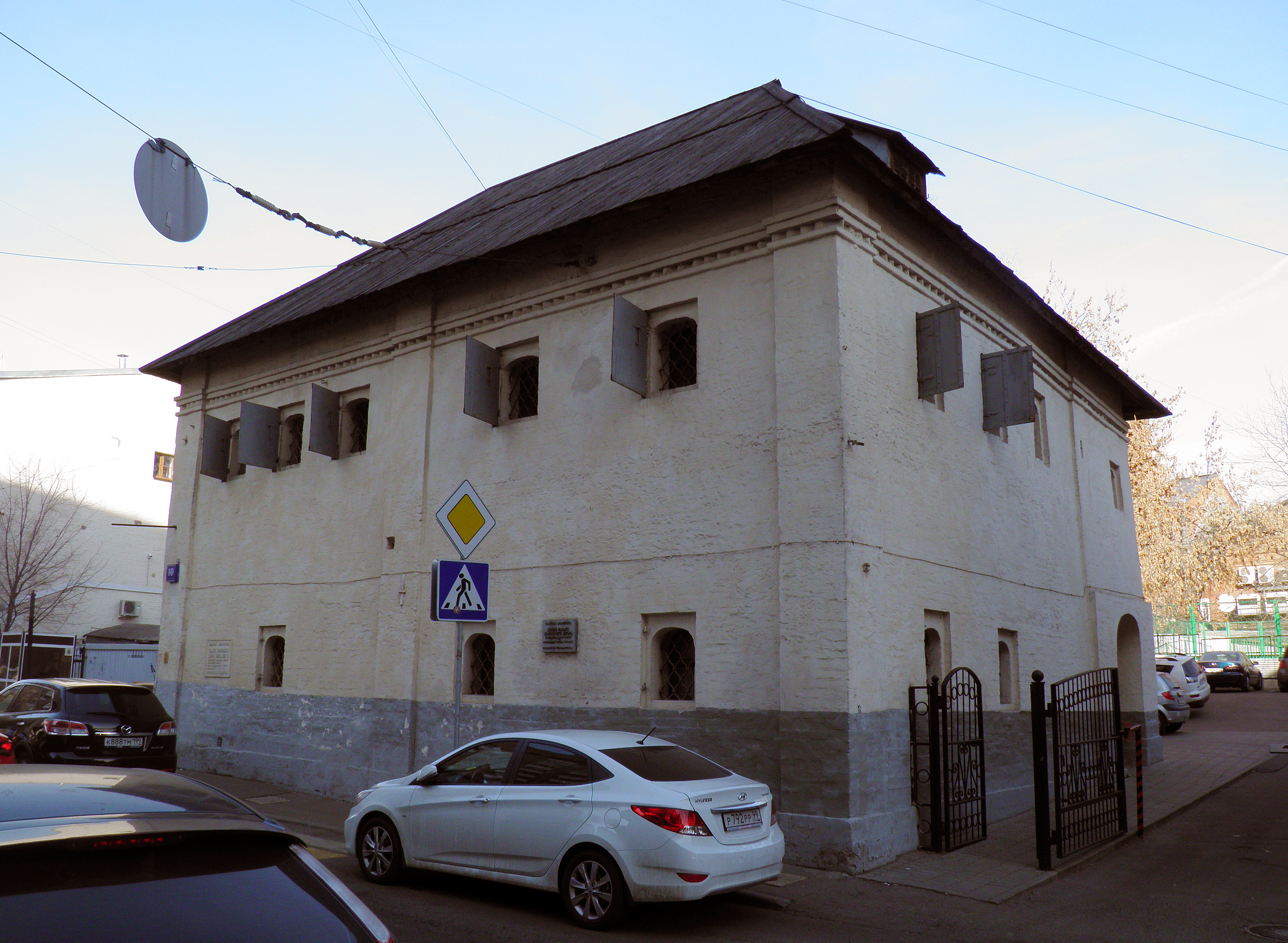
Палаты Хамовного двора

Палаты Хамовного двора представляют собой массивное кирпичное здание, почти без декора, за исключением пилястр, пояса поребрика и небольших ниш вокруг окон. В 70-е годы прошлого века палаты были отреставрированы. При археологических раскопках нашли предметы, которые подтверждают, что в помещении занимались ткачеством — это доски для набоек, детали деревянных ткацких станков, железные иглы.

### Комплекс Хамовнических казарм

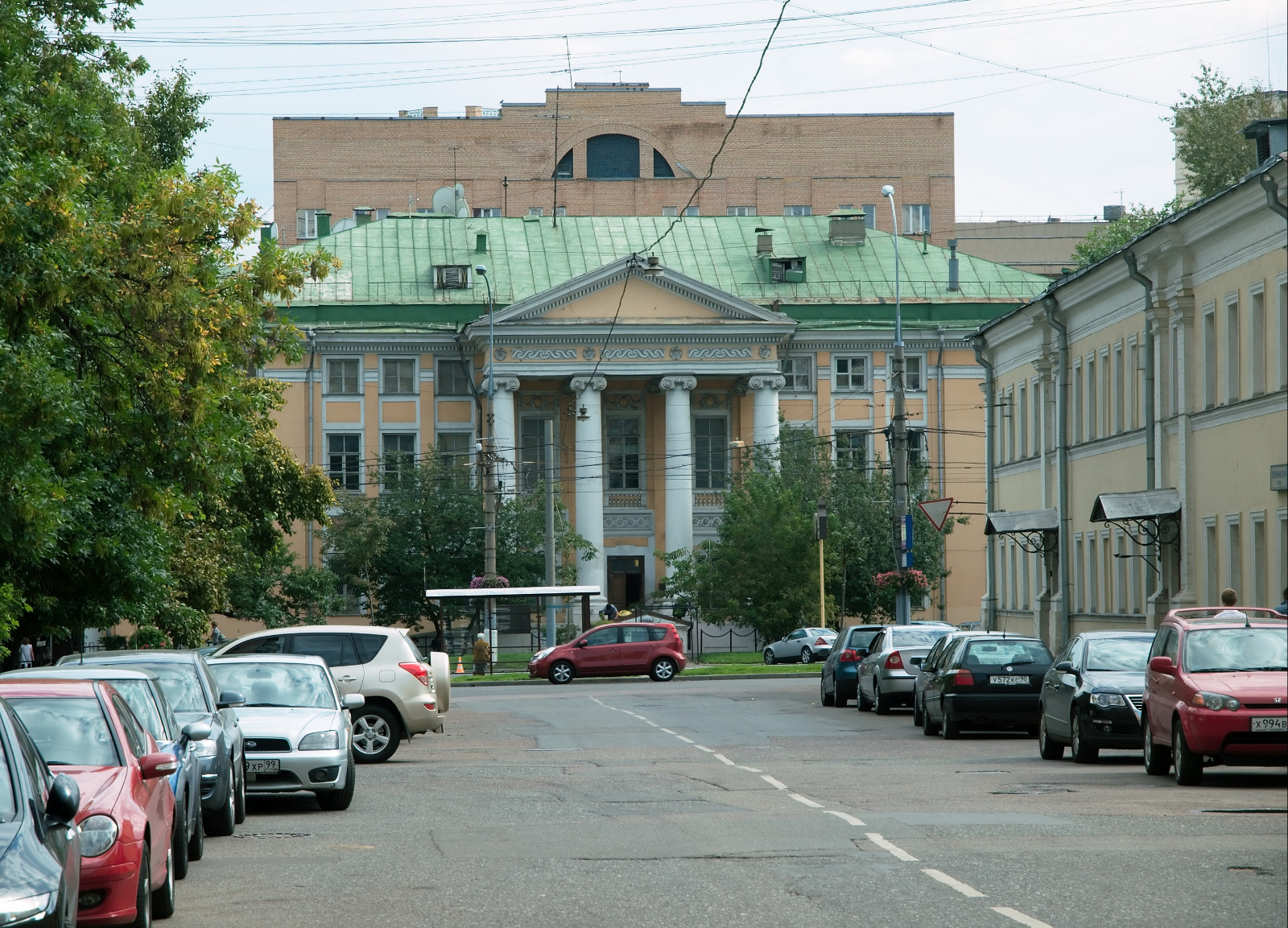
«Шефский дом» Хамовнических казарм

Хамовнические казармы выстроены в 1807—1809 годах по проекту Л. И. Руска на территории бывшей полотняной фабрики Тамеса. Казармы строились для Астраханского пехотного полка. В дальнейшем здесь появился плац, корпуса претерпели изменения. В  1812-м и в 1941 годах в Хамовнические казармы набиралось Московское ополчение из числа ремесленников, мещан, дворян. В ополчении участвовали многие студенты Московского университета, в том числе, Александр Грибоедов.

### Музей-усадьба Льва Толстого «Хамовники»

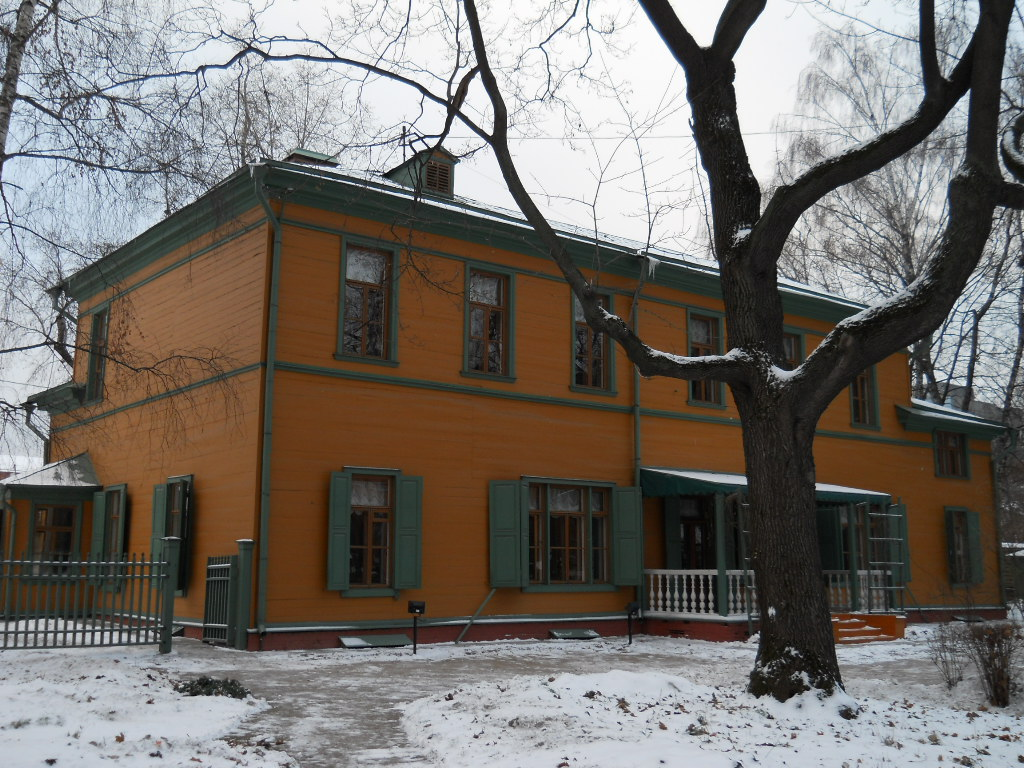
Музей-усадьба Льва Толстого

Первоначально главный дом усадьбы построен в 1805 году для И. С. Мещерского. В июле 1882 года Лев Николаевич Толстой стал владельцем усадьбы, где жил с семьёй с 1882 по 1901 годы. Здесь Толстой написал около 100 произведений, среди которых: «Смерть Ивана Ильича», «Крейцерова соната», роман «Воскресение», пьесы «Плоды просвещения», «Власть тьмы», «Живой труп» и другие.